# Papua-Weichschildkröte
Die Papua-Weichschildkröte (Carettochelys insculpta) kommt in Neuguinea und im Norden von Australien vor allem in größeren Flüssen wie dem Fly River vor und geht auch in das Brackwasser der Flussmündungen. Sie ist die einzige rezente Art der Familie Carettochelyidae, die anderen Arten und Gattungen wie Allaeochelys sind ausgestorben.

## Merkmale
Ausgewachsene Tiere von Carettochelys insculpta können eine Panzerlänge von bis zu 50 cm erreichen. Der Panzer hat noch alle Platten, aber keine Hornschilde mehr. Stattdessen ist er auf der Oberseite mit einer lederartigen, dicken Haut überzogen. Die Oberseite des Panzers und der Beine sowie der Kopf sind dunkeloliv, der Bauchpanzer und die Unterseiten der Beine und des Halses sind gelblichrosa gefärbt. Die flossenartigen Gliedmaßen haben nur zwei freie Krallen. Die Iris der Augen ist rosa, der Kopf läuft in einem stumpfen Rüssel aus.

## Lebensweise
Die Papua-Weichschildkröte ist eine gute Schwimmerin, hält sich vor allem am Gewässergrund auf und kommt nur kurz zum Atmen an die Wasseroberfläche. Sie kann sehr lange unter Wasser bleiben und nimmt Sauerstoff wahrscheinlich auch durch die gut durchblutete Mundhöhle oder durch die Analsäcke auf. Ihre Nahrung besteht vor allem aus Fischen, Weich- und Krebstieren. Weniger wichtig ist pflanzliche Nahrung.